# Amstel Gold Race femenina 2017
La 4.ª edición de la Amstel Gold Race femenina se celebró el 16 de abril de 2017 sobre un recorrido de 121,6 km con inicio en la ciudad de Maastricht y final en la ciudad de Valkenburg aan de Geul en los Países Bajos.
La carrera hizo parte del UCI WorldTour Femenino 2017 como competencia de categoría 1.WWT del calendario ciclístico de máximo nivel mundial siendo la sexta carrera de dicho circuito y fue ganada por la ciclista neerlandesa Anna van der Breggen del equipo Boels-Dolmans. El segundo lugar fue para la ciclista británica Elizabeth Armitstead del equipo Boels-Dolmans y el tercer lugar fue ocupado por un empate inusual entre la ciclista neerlandesa Annemiek van Vleuten del equipo Orica-Scott y la ciclista polaca Katarzyna Niewiadoma del equipo WM3, debido a que sus llegadas a meta fueron idénticas.

## Equipos
Tomaron parte en la carrera un total de 21 equipos invitados por la organización, todos ellos de categoría UCI Team Femenino, quienes conformaron un pelotón de 133 ciclistas de los cuales terminaron 73.
| Equipos femeninos (21)- Alé Cipollini Galassia - Astana Women's Team - BePink Cogeas - Boels Dolmans - BTC City Ljubljana - Canyon Sram Racing - Cervélo Bigla - Cylance Pro Cycling - FDJ-Nouvelle Aquitaine-Futuroscope - Hitec Products - Lares-Waowdeals Women Cycling Team - Lensworld-Kuota - Lotto Soudal - Orica-Scott - Parkhotel Valkenburg-Destil Cycling Team - Servetto Giusta - Sport Vlaanderen-Etixx - Sunweb - VéloCONCEPT Women - Wiggle High5 - WM3 Pro Cycling |
| |

## Clasificaciones finales
Las clasificaciones finalizaron de la siguiente forma:

### Clasificación general
| \| Clasificación general \| Clasificación general \| Clasificación general \| Clasificación general \| Clasificación general \| \| Ciclista \| Ciclista \| Equipo \| Tiempo \| \| \| --------------------- \| ---------------------- \| --------------------- \| --------------------- \| --------------------- \| \| 1.ª \| Anna van der Breggen \| Boels Dolmans \| 3 h 15 min 57 s \| \| \| 2.ª \| Lizzie Deignan \| Boels Dolmans \| + 55 s \| \| \| 3.ª \| Annemiek van Vleuten \| Orica-Scott \| + 55 s \| \| \| 3.ª \| Katarzyna Niewiadoma \| WM3 \| + 55 s \| \| \| 5.ª \| Elisa Longo Borghini \| Wiggle High5 \| + 55 s \| \| \| 6.ª \| Coryn Rivera \| Sunweb \| + 1 min 02 s \| \| \| 7.ª \| Amy Pieters \| Boels Dolmans \| + 1 min 51 s \| \| \| 8.ª \| Pauline Ferrand-Prévot \| Canyon-SRAM Racing \| + 1 min 51 s \| \| \| 9.ª \| Ashleigh Moolman-Pasio \| Cervélo Bigla \| + 1 min 51 s \| \| \| 10.ª \| Ellen van Dijk \| Sunweb \| + 1 min 51 s \| \| |                        |                    |                 |
| |                        |                    |                 |
| Fuentes: ProCyclingStats Cycling Quotient |                        |                    |                 |
| Clasificación general |                        |                    |                 |
| Ciclista | Ciclista               | Equipo             | Tiempo          |
| 1.ª | Anna van der Breggen   | Boels Dolmans      | 3 h 15 min 57 s |
| 2.ª | Lizzie Deignan         | Boels Dolmans      | + 55 s          |
| 3.ª | Annemiek van Vleuten   | Orica-Scott        | + 55 s          |
| 3.ª | Katarzyna Niewiadoma   | WM3                | + 55 s          |
| 5.ª | Elisa Longo Borghini   | Wiggle High5       | + 55 s          |
| 6.ª | Coryn Rivera           | Sunweb             | + 1 min 02 s    |
| 7.ª | Amy Pieters            | Boels Dolmans      | + 1 min 51 s    |
| 8.ª | Pauline Ferrand-Prévot | Canyon-SRAM Racing | + 1 min 51 s    |
| 9.ª | Ashleigh Moolman-Pasio | Cervélo Bigla      | + 1 min 51 s    |
| 10.ª | Ellen van Dijk         | Sunweb             | + 1 min 51 s    |

## UCI WorldTour Femenino
La Amstel Gold Race femenina otorga puntos para el UCI WorldTour Femenino 2017, incluyendo a todas las corredoras de los equipos en las categorías UCI Team Femenino. Las siguientes tablas muestran el baremo de puntuación y las 10 corredoras que obtuvieron más puntos:
| Posición   | 1.ª | 2.ª | 3.ª | 4.ª | 5.ª | 6.ª | 7.ª | 8.ª | 9.ª | 10.ª | 11.ª | 12.ª | 13.ª | 14.ª | 15.ª | 16.ª | 17.ª | 18.ª | 19.ª | 20.ª |
| Puntuación | 120 | 100 | 85  | 70  | 60  | 50  | 40  | 35  | 30  | 25   | 20   | 18   | 16   | 14   | 12   | 10   | 8    | 6    | 4    | 2    |

| 1.ª  | Anna van der Breggen   | Boels Dolmans             | 120 |
| 2.ª  | Elizabeth Armitstead   | Boels Dolmans             | 100 |
| 3.ª  | Katarzyna Niewiadoma   | WM3                       | 85  |
| 3.ª  | Annemiek van Vleuten   | Orica-Scott               | 85  |
| 5.ª  | Elisa Longo Borghini   | Wiggle High5              | 60  |
| 6.ª  | Coryn Rivera           | Team Sunweb               | 50  |
| 7.ª  | Amy Pieters            | Boels Dolmans             | 40  |
| 8.ª  | Pauline Ferrand-Prevot | Canyon SRAM Racing        | 35  |
| 9.ª  | Ashleigh Moolman       | Cervélo-Bigla Pro Cycling | 30  |
| 10.ª | Ellen van Dijk         | Team Sunweb               | 25  |